# Denis Klinar
Denis Klinar (21 febbraio 1992) è un calciatore sloveno, difensore dell'Übelbach.

## Carriera

### Club
Ha giocato nella massima serie dei campionati sloveno ed ungherese.

### Nazionale
Nel 2017 ha esordito in nazionale.